# 316 هـ
316 هـ هي سنة في التقويم الهجري امتدت مقابلةً في التقويم الميلادي بين سنتي 928 و929.

## أحداث
- عبد الرحمن الناصر يعلن تنصيب نفسه خليفة ويلقب نفسه الناصر لدين الله بدلا من لقب الأمير الذي كان يحمله هو ومن سبقه من حكام الدولة الأموية في الأندلس

## مواليد
- أبو بكر الزبيدي

## وفيات
- أبو بكر بن السراج

- أبو بكر بن أبي داود
- أبو عوانة الإسفراييني